# Pop Shop
Pop Shop è stato un programma televisivo italiano di genere musicale, in onda con cadenza settimanale su Telemontecarlo nel 1985.
La trasmissione, condotta da Maria Giulia Sommaiolo, ideata da Nelson Motta e Max De Tommasi, scritta e diretta da Pierluigi Andreani, era organizzata su sketch di comicità demenziale e video musicali. Il programma anticipò il più noto e seguito Clip Clip.